# Tara Elimbi Gilbert
Tara Elimbi Gilbert, née le 9 juin 2005 à Enghien-les-Bains, est une footballeuse française.

## Carrière
Tara Elimbi Gilbert évolue dans les équipes de jeunes du Paris Saint-Germain avant de connaître sa première apparition sous le maillot de l'équipe première en demi-finale de la Coupe de France 2022-2023 contre Thonon Évian Grand Genève le 18 mars 2023. Elle fait sa première apparition en première division lors de la même saison le 27 mai 2023 contre l'ASJ Soyaux, et sa première apparition en Ligue des champions lors de la saison 2023-2024, en quarts de finale retour contre le BK Häcken. 
Elle est nommée révélation de la saison aux Trophées LFFP ainsi que meilleur espoir aux Trophées UNFP du football 2025.

## Palmarès
- Vice-championne de France en 2023 et 2024
- Vainqueur de la Coupe de France en 2024
- Finaliste de la Coupe de France en 2025

### En équipe nationale
- Troisième du Championnat d'Europe féminin de football des moins de 17 ans avec l'équipe de France féminine de football des moins de 17 ans

### Distinctions individuelles
- Révélation de la saison aux Trophées LFFP 2025[2]
- Nommée dans l'équipe-type aux Trophées LFFP 2025[2]
- Meilleure espoir de la saison aux Trophées UNFP du football 2025[3]